# Senza destino
Senza destino (Sorstalanság) è un film del 2005 diretto da Lajos Koltai.
Il soggetto è tratto dal libro Essere senza destino del Premio Nobel Imre Kertész, che ne ha curato anche la sceneggiatura.

## Trama
Gyurka è un ragazzo ebreo che vive a Budapest durante la seconda guerra mondiale, insieme ai suoi numerosi parenti. Un giorno il  padre riceve l'obbligo di trasferimento nei campi di lavoro e si consegna pertanto alle milizie naziste, trovando la morte a Mauthausen. Non molto tempo più tardi anche il figlio viene avviato alla deportazione: dopo esser stato costretto a scendere da un autobus, viene tradotto prima ad Auschwitz dove scampa miracolosamente ad una selezione a seguito della quale, molti dei suoi compagni di viaggio perdono la vita, per poi giungere a Buchenwald ed infine a Zeitz. Una volta arrivato nel campo di lavoro, Gyurka è costretto a fare i conti con la barbarie nazista. Gli orari di lavoro estenuanti, le pessime condizioni igieniche del lager, ma soprattutto le scarsissime razioni giornaliere di cibo, logorano in breve tempo quello che fino a qualche mese prima, era poco più che un piccolo ragazzo. Un giorno Gyurka si accascia improvvisamente a terra privo di forze e i medici del campo, dopo avergli diagnosticato una grave infezione alla gamba, decidono di operarlo e di trasferirlo nuovamente a Buchenwald. La paura di essere ucciso da un momento all'altro viene meno quando le truppe alleate liberano il lager e il ragazzo può fare ritorno al suo Paese natale.
Lì Gyurka scopre che nella sua casa di famiglia abitano altre persone e che il padre è morto a Mauthausen mentre i vicini di casa vogliono soltanto pensare al futuro.
La drammatica esperienza nei campi di concentramento segna indelebilmente la psiche del ragazzo. Ciò nonostante egli decide di provare a condurre una vita ordinaria ed anelare alla felicità, pur con la consapevolezza che niente sarà più come prima.